# Gaetano Pugnani

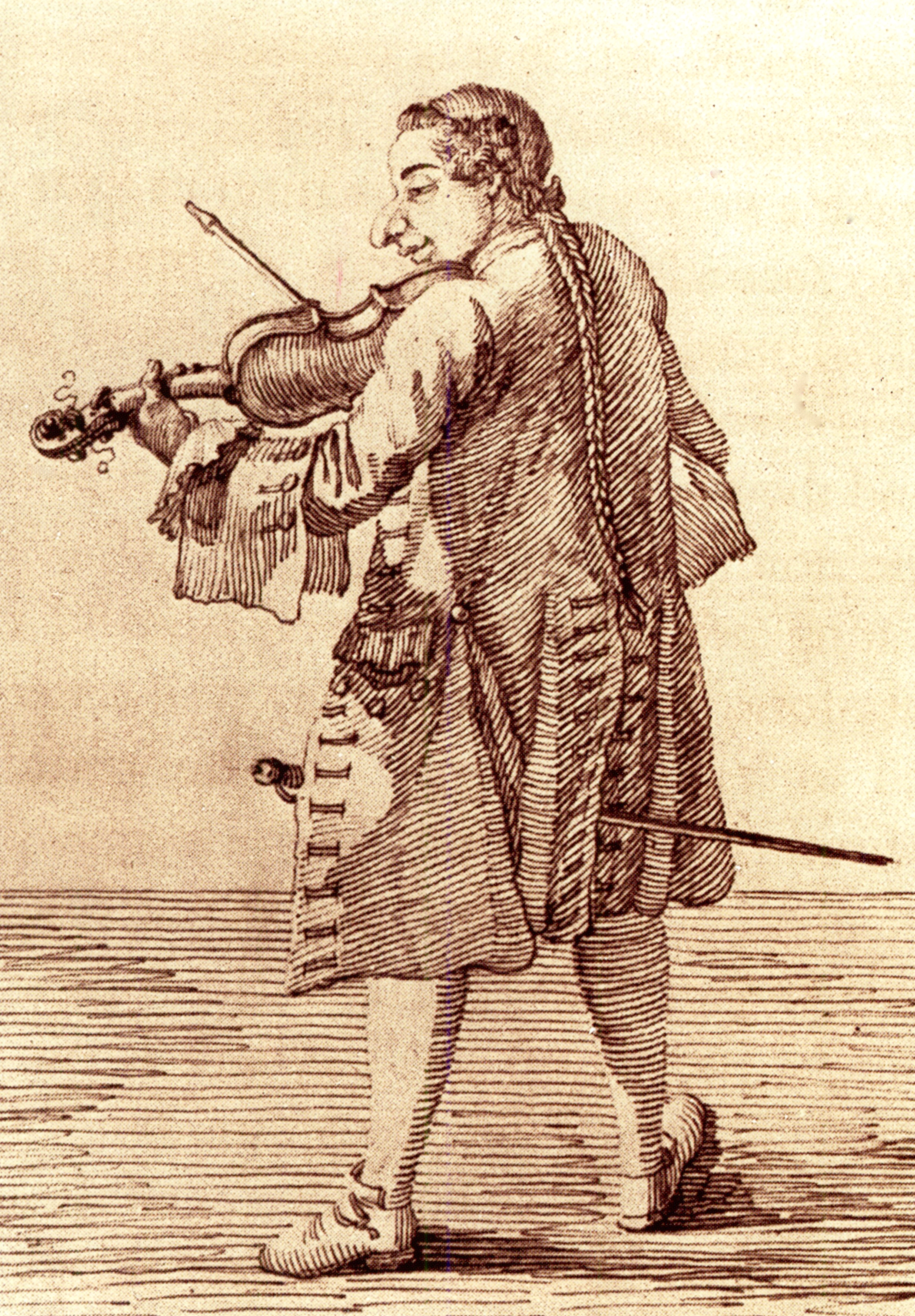
Gaetano Pugnani, caricature de Pier Leone Ghezzi, v. 1749

Giulio Gaetano Gerolamo Pugnani, né le 27 novembre 1731 à Turin où il est mort le 15 juillet 1798, est un violoniste et compositeur italien.

## Biographie
Après avoir fait ses études avec Giovanni Battista Somis, Gaetano Pugnani fait des tournées dans toute l'Europe, notamment à Londres, entre 1767 et 1769, où il joue avec Johann Christian Bach et Karl Friedrich Abel. Il fut le professeur des compositeurs Giovanni Battista Viotti, Antonio Bartolomeo Bruni, Luigi Borghi.
Franc-maçon, il fut membre de la Loge « Saint-Jean de la Mystérieuse » de Turin.

## Œuvres
- 6 Sonates op. 3 pour violon et basse chiffrée (Paris 1760) ;
- 6 Sonates op. 7 pour violon et basse chiffrée (Londres 1770) ;
- 6 Sonates op. 8 pour violon et basse chiffrée (Amsterdam 1774) ;
- 6 Trios op. 1 (Paris 1754) ;
- 6 Trios op. 2 (Londres 1765) ;
- 6 Duos op. 4 (Londres 1770) ;
- Sinfonies ;
- Œuvre symphonique La Mort de Werther de Johann Wolfgang von Goethe ;
- Plusieurs opéras dont Nanetta e Lubino donné à Londres le 8 avril 1769 ;
- 2 concertos pour violon (dont un avant 1766 ; cf. Concerti per violino (Roberto Noferini - Nuove Assonanze - Alan Magnatta Freiles) Tactus, 2017).

## Œuvre connexe
Fritz Kreisler a composé une pièce de genre pour violon et orchestre, « dans le style de Pugnani » : Prélude et Allegro. Il semble qu'il ait cherché un temps à attribuer cette pièce à Pugnani.